# Karl Heinz Göller
Karl Heinz Göller (* 13. Mai 1924 in Neheim-Hüsten (heute Stadt Arnsberg); † 22. April 2009 in Kelheim) war ein deutscher Anglist und Gründer des Mediävistenverbandes.

## Leben
Er diente während des Zweiten Weltkrieges als Funker in der Luftwaffe und war Kriegsgefangener bis 1945. Nach dem Krieg studierte er Anglistik und Germanistik in Bonn, promovierte 1955 über den schottischen Dichter des 17. Jahrhunderts James Thomson und habilitierte sich 1962 über die mittelenglische Artusliteratur. Er unterrichtete an den Universitäten Bonn und Göttingen, erhielt dann 1967 den Ruf auf den Lehrstuhl für Anglistik an der Universität Regensburg, wo er bis zu seiner Emeritierung 1992 blieb. 1973 war er Präsident des Deutschen Anglistenverbandes.
Göllers Vision war es zu verdanken, dass 1983 der deutsche Mediävistenverband ins Leben gerufen wurde. Die Medieval Academy of America diente ihm als Vorbild. Er leitete den Verband von 1983 bis 1989. Derselbe europäische Gedanke war der Grund für sein späteres Engagement in Osteuropa. Nach dem Fall des Kommunismus trat er ein für die Idee eines mitteleuropäischen intellektuellen Raumes, und er benutzte seinen Einfluss, um die Anglistik an polnischen Universitäten zu fördern. Die Jagiellonen-Universität Krakau/Kraków verlieh ihm dafür die Verdienstmedaille im Jahr 2004.
Göllers Veröffentlichungen waren zahlreich und vielfältig: sechs Bücher und über 110 Aufsätze zu so heterogenen Themen wie altenglische Elegien, Geoffrey Chaucer, William Shakespeare, Percy Bysshe Shelley, T. S. Eliot, Sylvia Plath, Ted Hughes, Kinderreime und Science-Fiction.

## Veröffentlichungen (Auswahl)
- König Arthur in der englischen Literatur des späten Mittelalters. Göttingen 1963.
- Epochen der englischen Lyrik. Düsseldorf 1970.
- Geschichte der altenglischen Literatur. Berlin 1971.
- Romance and Novel: Die Anfänge des englischen Romans. Regensburg 1972.
- als Hrsg. mit Jörg O. Fichte und Bernhard Schimmelpfennig: Zusammenhänge, Einflüsse, Wirkungen. Kongreßakten zum ersten Symposium des Mediävistenverbandes – Tübingen 1984. Berlin / New York 1986.
- als Hrsg.: Spätmittelalterliche Artusliteratur, Symposion Bonn 1982. Paderborn 1984 (= Beiträge zur englischen und amerikanischen Literatur. Band 3).